# Notonemoura alisteri
Notonemoura alisteri är en bäcksländeart som beskrevs av Mclellan 1968. Notonemoura alisteri ingår i släktet Notonemoura och familjen Notonemouridae. Inga underarter finns listade i Catalogue of Life.